# Iabluniv, Halîci
Iabluniv (în ucraineană Яблунів) este o comună în raionul Halîci, regiunea Ivano-Frankivsk, Ucraina, formată numai din satul de reședință.

## Demografie
Componența lingvistică a comunei Iabluniv
     Ucraineană (98,9%)
     Alte limbi (1,1%)
Conform recensământului din 2001, majoritatea populației comunei Iabluniv era vorbitoare de ucraineană (98,9%), existând în minoritate și vorbitori de alte limbi.